# Quimbaya (Quindío)
Quimbaya es un municipio colombiano ubicado en la parte occidental del departamento del Quindío. Se encuentra a 20 km al noroeste de la capital del departamento, Armenia. Su nombre de la ciudad deriva de la cultura precolombina de la civilización Quimbaya que habitó la zona.
El parque nacional de la Cultura Agropecuaria, PANACA, se encuentra a 7 km al oeste del municipio y junto con el Parque nacional del Café en Montenegro, el parque temático es una de las principales atracciones turísticas del departamento.

## Historia
Quimbaya, inicialmente llamada Alejandría, fue fundada en 1914 por Juan de J. Buitrago y obtuvo la categoría de municipio en 1922. Para el año 2005, su población se estimaba en 34.056 habitantes, de los cuales 27.222 residían en la cabecera municipal.
El evento cultural más representativo del municipio es la Fiesta Nacional del Concurso de Alumbrados con Velas y Faroles, que se celebra anualmente los días 7 y 8 de diciembre, en el marco del Día de las Velitas. Esta tradición, iniciada en 1982, reúne a los barrios de Quimbaya en una competencia por presentar los alumbrados más creativos y vistosos. La celebración, que rinde homenaje a la Inmaculada Concepción (8 de diciembre), atrae a numerosos visitantes de Colombia y del exterior que acuden a admirar los montajes de luz y color.

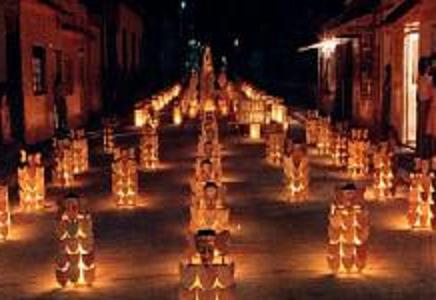
Concurso de alumbrados con velas y faroles.

## Límites
Quimbaya limita al norte y al oeste con el departamento del Valle del Cauca, con el río La Vieja formando el límite occidental. Al sur, el río Roble forma el límite con los municipios de Montenegro y Circasia. El límite oriental es con el municipio de Filandia.
Tiene una superficie de 126,69 km².

## División Político-Administrativa
Además de su Cabecera municipal. Quimbaya tiene bajo su jurisdicción los siguientes Centros poblados:
- El Laurel
- El Naranjal
- La Española
- Pueblo Rico
- Puerto Alejandría
- Condominio Campestre Incas Panaca

## Servicios públicos
- Energía Eléctrica: Empresa de Energía del Quindío (EDEQ), del grupo EPM, es la empresa prestadora del servicio de energía eléctrica.
- Gas Natural: Efigas es la empresa distribuidora y comercializadora de gas natural en el municipio.